# 95e division d'infanterie (Empire allemand)
Pour les articles homonymes, voir 95e division.
La 95e division d'infanterie est une unité de l'armée allemande créée en 1917 qui participe à la Première Guerre mondiale sur le front de l'Est. La division fait partie des unités utilisées dans l'occupation de l'Ukraine en 1918. Au cours de l'année 1919, la division est transférée en Allemagne et dissoute.

## Première Guerre mondiale

### Composition

#### 1917
- 10e brigade d'infanterie de réserve

271e régiment d'infanterie de réserve
422e régiment d'infanterie
430e régiment d'infanterie de Landwehr

#### 1918
- 10e brigade d'infanterie de réserve

52e régiment d'infanterie de Landwehr
422e régiment d'infanterie
430e régiment d'infanterie de Landwehr
- 4e escadron du 19e régiment de dragons
- 69e régiment d'artillerie de campagne de réserve
- 1 compagnie de pionniers de Landsturm du 15e district

### Historique

#### 1917
- juillet - décembre : occupation d'un secteur du front dans la région des marais de Pinsk. Au cours du mois de novembre, des unités sont envoyées pour renforcer la 15e division d'infanterie. Durant le mois de décembre, tous les hommes jeunes sont transférés à la 82e division de réserve et sont remplacés par des hommes âgés, des hommes d'Alsace ou de Lorraine ou des soldats de la classe 1919.

#### 1918
- janvier - avril : durant le mois de janvier, les derniers hommes jeunes de la division transférés à la 14e division d'infanterie.
- avril 1918 - mars 1919 : entrée en Ukraine, participe à l'occupation du territoire.

10 - 11 avril : occupation de Belgorod.
11 avril - 14 mai : occupation d'une région au nord de la Seïm.
septembre : stationnement dans la région de Gomel. Au cours de l'année 1919, la division est de retour en Allemagne où elle est dissoute la même année.

## Chefs de corps
| Grade           | Nom                     | Date                              |
| --------------- | ----------------------- | --------------------------------- |
| Generalmajor    | Wilhelm Neugenbauer     | 1er juillet - 1er décembre 1917   |
| Generalleutnant | Anton von Thiesenhausen | 2 décembre 1917 - 18 février 1919 |